# Världsmästerskapen i mountainbikeorientering 2006
Världsmästerskapen i mountainbikeorientering 2006 avgjordes i Joensuu i Finland den 9-14 juli 2006. 

## Medaljörer

### Herrar

#### Medeldistans[1]
1. Tuomo Tompuri,  Finland, 49.50
2. Mika Tervala,  Finland, 51.01
3. Ruslan Gritsan,  Ryssland, 51.37

#### Långdistans[1]
1. Mika Tervala,  Finland, 2:03.06
2. Ruslan Gritsan,  Ryssland, 2:03.54
3. Matti Keskinarkaus  Finland, 2:05.11

#### Stafett[1]
1. Finland (Jussi Mäkilä, Mika Tervala, Tuomo Tompuri), 2:56.12
2. Ryssland (Tatiana Korchagin, Maxim Zhurkin, Ruslan Gritsan), 3:00.47
3. Schweiz (Beat Schaffner, Beat Oklé, Simon Seger), 3:02.47

### Damer

#### Medeldistans[1]
1. Michaela Gigon,  Österrike, 51.38
2. Hana Bajtosova,  Slovakien, 53.11
3. Ingrid Stengård,  Finland, 54.22

#### Långdistans[1]
1. Christine Schaffner,  Schweiz, 1:51.28
2. Ksenia Tchernykh,  Ryssland, 1:51.32
3. Ingrid Stengård,  Finland, 1:53.12

#### Stafett[1]
1. Ryssland (Nadia Mikriukova, Anna Ustinova, Ksenia Chernykh), 3:10.06
2. Finland (Maija Lång, Ingrid Stengård, Päivi Tommola), 3:16.02
3. Tjeckien (Michaela Lacigova, Marketa Jakoubova, Hana La Carbonara), 3:28.11